# 조직 배양

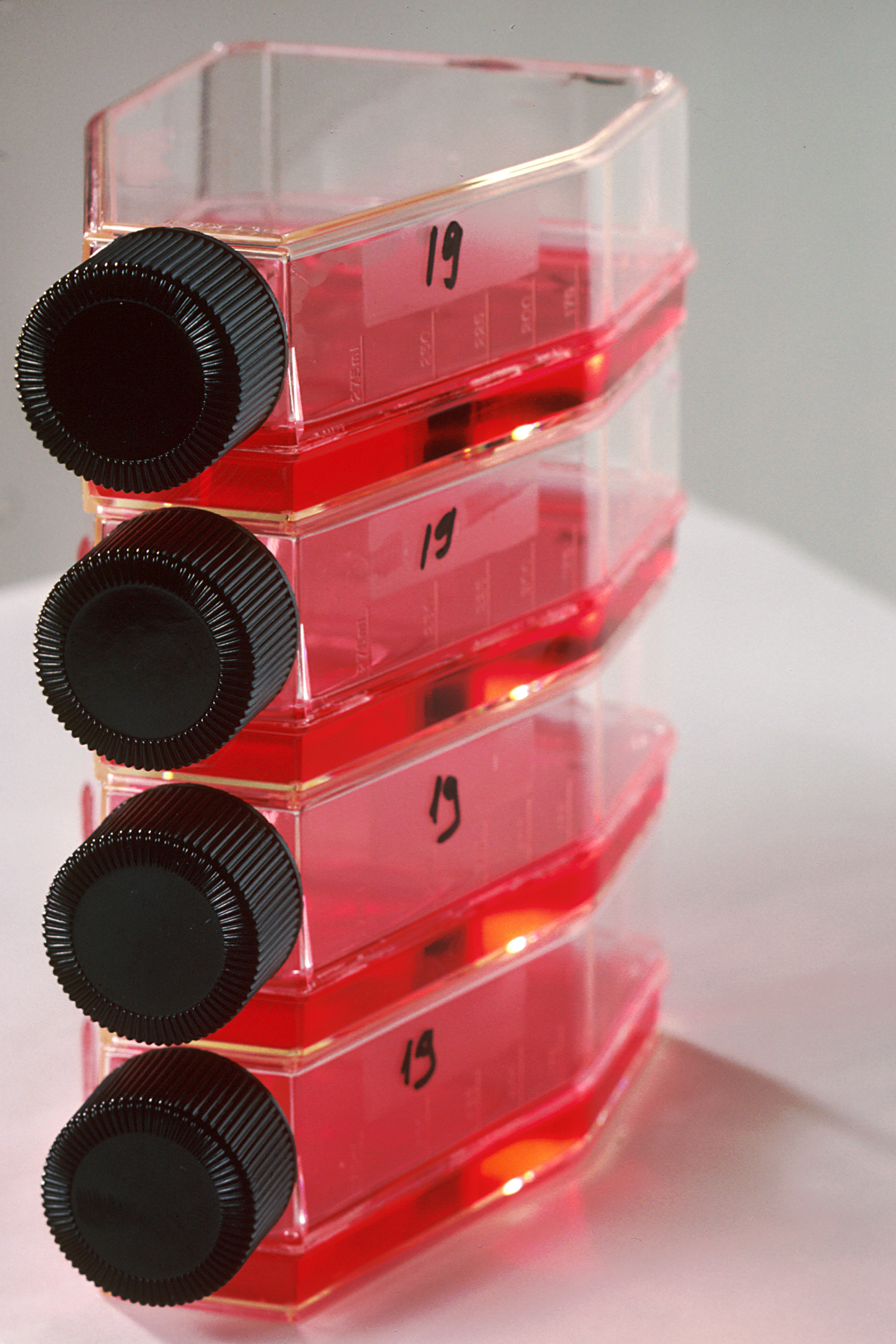
세포 성장에 영양을 공급하는 조직 배양 성장 배지 (미생물학)가 들어 있는 플라스크이다.

조직 배양(tissue culture)은 모 유기체와 분리된 인공 배지에서 조직 (생물학)이나 세포를 성장시키는 것이다. 이 기술은 미세전파라고도 한다. 이는 일반적으로 맑은국이나 우무와 같은 액체, 반고체 또는 고체 성장 배지 (미생물학)를 사용하여 촉진된다. 조직 배양은 일반적으로 동물 세포와 조직의 배양을 의미하며, 보다 구체적인 용어인 식물 조직 배양은 식물에 사용된다. "조직 배양"이라는 용어는 미국의 병리학자인 몬트로스 토마스 버로우즈(Montrose Thomas Burrows)가 만들어냈다. 이는 특정 조건에서만 가능하다. 또한 더 많은 주의가 필요하다. 다양한 화학 물질을 다루는 유전 실험실에서만 가능하다.

## 같이 보기
- 세포 배양
- 장기 배양